# Азманов, Димитр
Димитар Азманов (болг. Димитър Азманов; 26 августа 1879, Стара-Загора — 1973, София) — болгарский офицер (полковник) и военный историк, начальник штаба 12-й стрелковой дивизии во время Первой и Второй Балканских войн (1913).

## Биография
Родился 26 августа 1879 года в г. Стара-Загора.
2 сентября 1894 года поступил в военную школу в Софии, которую окончил 19 сентября 1898 года и сразу был отправлен на службу в 6-й артиллерийский полк. В 1899 году получил звание лейтенанта. В 1906 году лейтенант 8-го артиллерийского полка поступил на учёбу в Николаевской Академии Генерального Штаба в Санкт-Петербурге, которую окончил 1909 года. С 1911 года преподавал в Софийской Военной школе.

## Балканские войны (1912—1913)
Во время Балканской (1912—1913) и Второй Балканской войны (1913) был начальником штаба 12-й стрелковой дивизии. Служил военным атташе в Белграде.

## Первая мировая война (1915—1918)
Во время Первой мировой войны (1915—1918) был начальником штаба 10-й стрелковой дивизии, а затем командиром 12-го Балканского пехотного полка.

## Военные звания
- Лейтенант (1903)
- Капитан (15 августа 1907)
- Майор (18 мая 1913)
- Подполковник (30 мая 1916)
- Полковник (30 мая 1918)

## Награды
- Орден «За храбрость»
- Орден «Святой Александр»
- Национальная медаль «За боевые заслуги» IV степени с воинскими почестями